# Redford (Texas)
Pour les articles homonymes, voir Redford.
Redford est une census-designated place située dans le comté de Presidio, dans l’État du Texas, aux États-Unis. Sa population s’élevait à 90 habitants lors du recensement de 2010.